# Markt (Brugge)

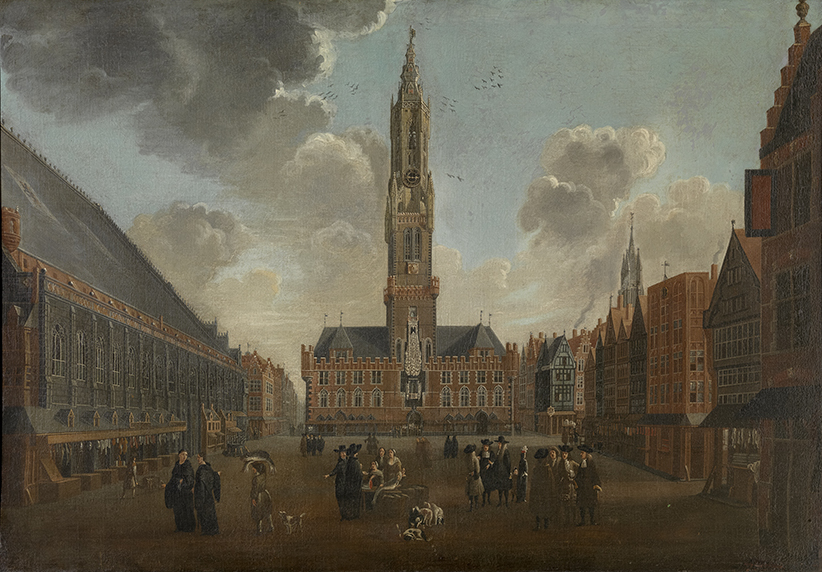
De Markt omstreeks 1696, schilderij door Jan Baptist van Meunincxhove (Groeningemuseum).

De Markt, soms ook "Grote Markt" genoemd, is een marktplein in Brugge. De Markt bevindt zich in het hart van de historische binnenstad en heeft een oppervlakte van ongeveer 1 ha. Aan de zuidkant van het plein staat een van de bekendste monumenten van de stad, het 12de-eeuwse belfort (Halletoren).
Het plein werd in 1995-'96 heraangelegd en sindsdien mogen er geen auto's meer parkeren, behalve taxi's en toerbusjes. Iedere woensdagvoormiddag wordt er markt gehouden en het plein wordt ook regelmatig gebruikt voor evenementen. In de kerstperiode staat er een kerstmarkt. In de gebouwen rond het plein bevinden zich cafés, restaurants en winkels.

## Geschiedenis

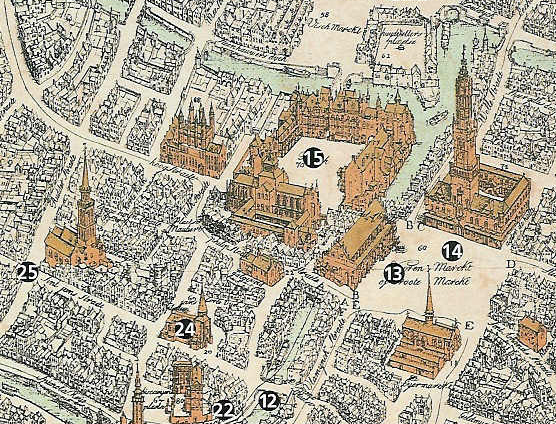
- Rechtsonder: de Markt (Kooren Marckt of Groote Marckt) in 1562. Aan de linkerkant van het plein staat de voormalige Waterhalle, aan de onderkant de St.-Christoffelkerk.
- Centraal bovenaan: de Vismarkt (Visch Marckt).
- Linksonder: Spinolarei (Spinola Reye).

De Brugse markt trok al van in de 10e eeuw veel volk en rond 1200 werd de eerste internationale jaarmarkt gehouden.
De eerste halle ontstond rond 1220 als verkoopplaats van goederen van kooplui. Het waren kleine houten gebouwen aan de zuidkant van de markt. Rond 1240 kwam er een groter gebouw met een houten toren. In 1280 werd dit vernield door een brand en vanaf 1291-1296 terug opgebouwd in steen.
Er werd ook beslist om vlakbij, aan de oostkant van de markt, een Waterhalle te bouwen over de Reie. De Waterhalle was een overdekte los- en opslagplaats voor de boten vanuit Damme. Vóór de Waterhalle er stond, werden de goederen aan de Reiekaai op de markt in open lucht geladen en gelost.
Van vishandel op de markt is al sprake sinds 1396. Het ambachtshuis van de visverkopers stond aan de noordkant van het plein, vlak bij de Sint-Christoffelkerk. In 1709 werd er een soort ijzeren vismijn gebouwd, die in 1745 samen met de vismarkt naar de Braamberg verhuisde, waar de vismarkt nu nog steeds is. De korenmarkt werd in dezelfde periode verplaatst van de Braamberg naar de markt.
Er werden op de markt grote evenementen, steekspelen en toernooien gehouden, maar ook terechtstellingen gedaan, die een groot publiek trokken.
Op de kaart van Marcus Gerards uit 1562 staan namen waarvan in 1562 nog geen sprake was. De korenmarkt staat op de kaart al aangegeven op de markt en de vismarkt op de Braamberg. Ook de naam "Spinolarei", naar Ambrogio Spinola (geboren in 1569), bestond nog niet. De reden hiervoor is dat de afbeeldingen niet afkomstig zijn van de oorspronkelijke koperplaten, maar wel van een lithografische kopie uit 1900. De stenen, die in het Brugse stadhuis bezichtigd kunnen worden, zijn gegraveerd door Gustaaf Roels.
In de periode tussen 1807 en 1810 heette het plein "Place Napoléon", daarna "Grote Markt". De hernoeming naar "Markt" vond plaats in 1936.

## De Halletoren

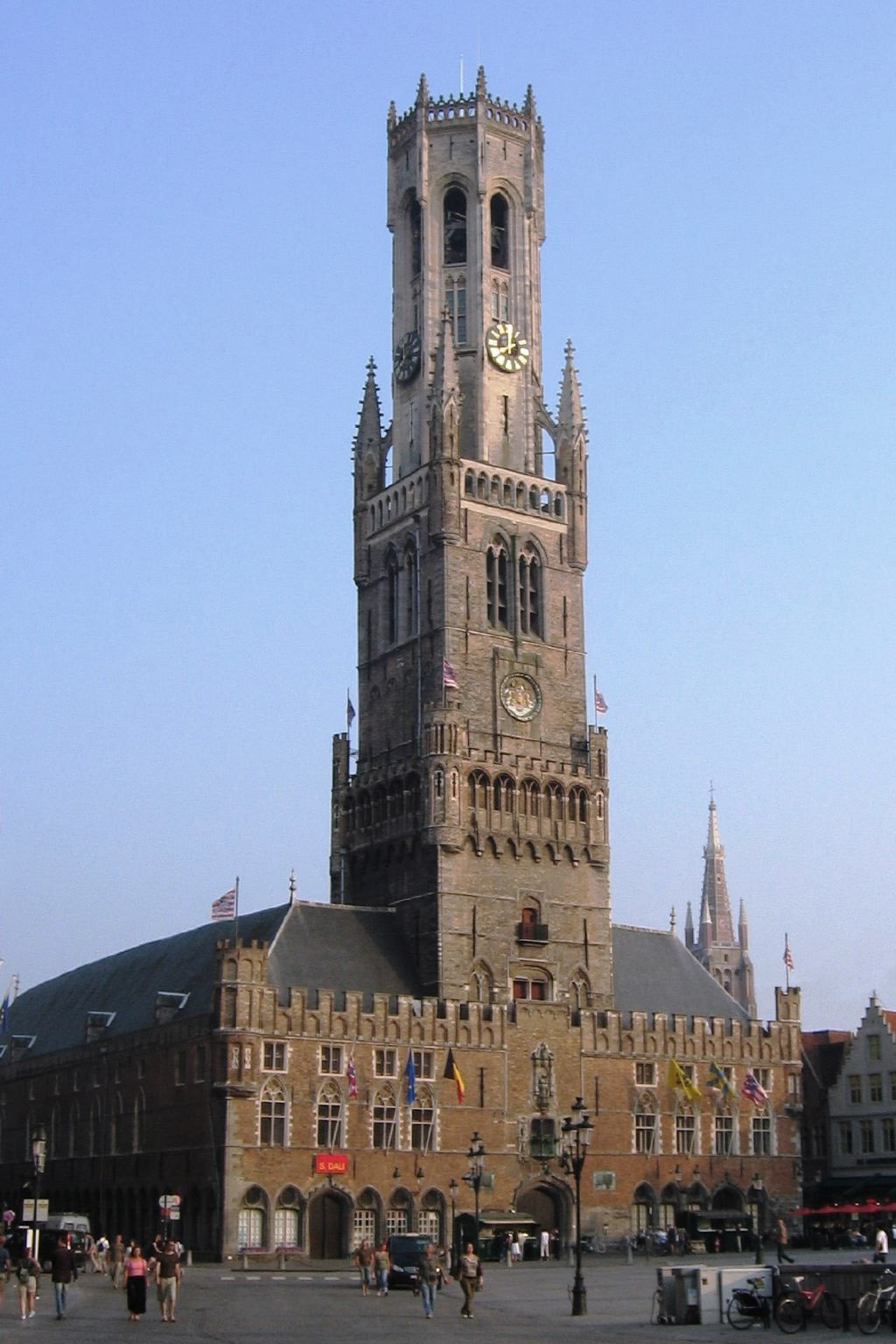
De halle met belfort

De halle is een burgerlijk gebouw in baksteen in vroeggotische stijl die gedomineerd wordt door het 83 meter hoge belfort (klokkentoren). Aan de voet van het gebouw, naast de twee groene frietkoten, staat een maquette van het belfort voor blinden, met een brailletekst in vier talen – een geschenk van Kiwanis Brugge in de jaren 1980.
Een belfort was typisch voor Vlaamse steden in de middeleeuwen. Het was een symbool van vrijheid, rijkdom en stedelijke macht. De privileges en de stadskas werden erin bewaard.
Er waren verschillende bouwperiodes van de toren:
- 13e eeuw: het onderste gedeelte, tot aan de platte hoektorentjes.
- 14e eeuw: het middelste gedeelte, tot aan de spitse hoektorentjes.
- 15e eeuw: het bovenste, achthoekige gedeelte met de beiaard. Vroeger stond hier nog een 15 meter hoge houten spits bovenop, maar nadat deze in 1741 voor de tweede maal was afgebrand, werd ze niet meer herbouwd. In 1822 kwam er uiteindelijk een laatgotische kroon op de toren.

Het Mariabeeld boven de poort is gemaakt door Lanceloot Blondeel.
Vanop het binnenplein, waarrond de halle gebouwd werd, kan men de toren met 366 treden beklimmen tot aan de klokken. In de hallezalen worden beurzen, tentoonstellingen en allerlei bijeenkomsten georganiseerd.

## Noordkant

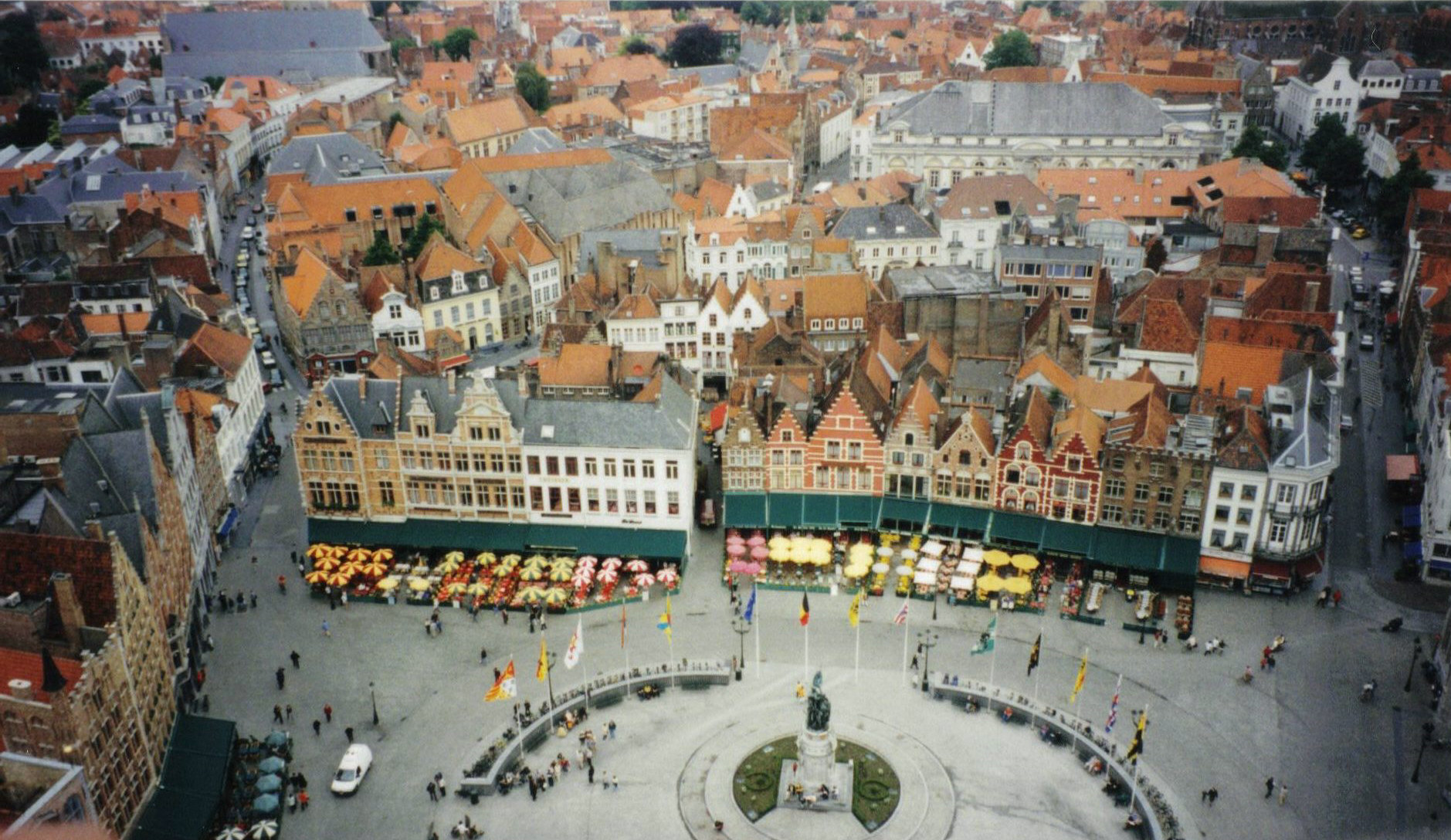
De noordkant

De noordkant van de Markt wordt gekenmerkt door de typische huizen met trapgevels. Op de plaats van het neoclassicistische huizenblok links van de Geernaartstraat stond vroeger de Sint-Christoffelkerk, die in 1786 afgebroken werd. Het is duidelijk te zien waar de kerk stond (de zijmuur van de kerk is trouwens nog zichtbaar achter sommige van de huidige gebouwen), want de gevels van de betreffende huizenblok staan meer naar voor dan die van de huizen rechts van de Geernaartstraat. In deze laatste huizenrij bevinden zich o.a. Le Panier d'Or ("De gouden mande"), het ambachtshuis van de tegeldekkers, en La Civière d'Or ("De gouden berrie"), het ambachtshuis van de vissers en visverkopers.

## Oostkant
De oostkant van de Markt wordt gedomineerd door het Provinciaal Hof. Omdat de Waterhalle haar oorspronkelijke functie had verloren en in slechte staat verkeerde, besliste de centrale overheid in Brussel in 1787 het gebouw af te breken. De Reie werd overwelfd en er kwam een blok classicistische huizen, waarvan vanaf 1850 het middelste deel als Provinciaal Hof gebruikt werd. In 1878 werd het middengedeelte vernield door een brand en in 1887 begon men met de bouw van een nieuw Provinciaal Hof en ernaast van een postgebouw in neogotische stijl.
Het Provinciaal Hof, in witte steen en afgewerkt in 1892, is de zetel van de West-Vlaamse provincieraad, met vooral een officiële en representatieve functie. Het wordt gebruikt voor exposities, muziekwedstrijden, academische zittingen, recepties enz. Rechts ervan staat het postgebouw, in rode baksteen, afgewerkt in 1891.
Het grijze gebouw links van het Provinciaal Hof werd later gebouwd, met een voorgevel in arduin en een traptoren die doet denken aan die van de Poortersloge. Rechts onder de toren is er een galerij met banken, die op de eerste verdieping overgaat in een loggia. Het gebouw was bedoeld als residentie voor de gouverneur, maar is nooit in die functie gebruikt geweest. Er werden vanaf de bouw tot op het einde van de twintigste eeuw er verschillende openbare besturen in ondergebracht. Het gebouw werd door de overheid verkocht en er werd een historische belevingsattractie in ondergebracht, het Historium.
Bij graafwerken in 1910 voor de bouw van dit gebouw werden op de hoek van de Philipstockstraat en de Markt pilaren van de Waterhalle gevonden, waarvan er nu twee in het Arentshof staan.

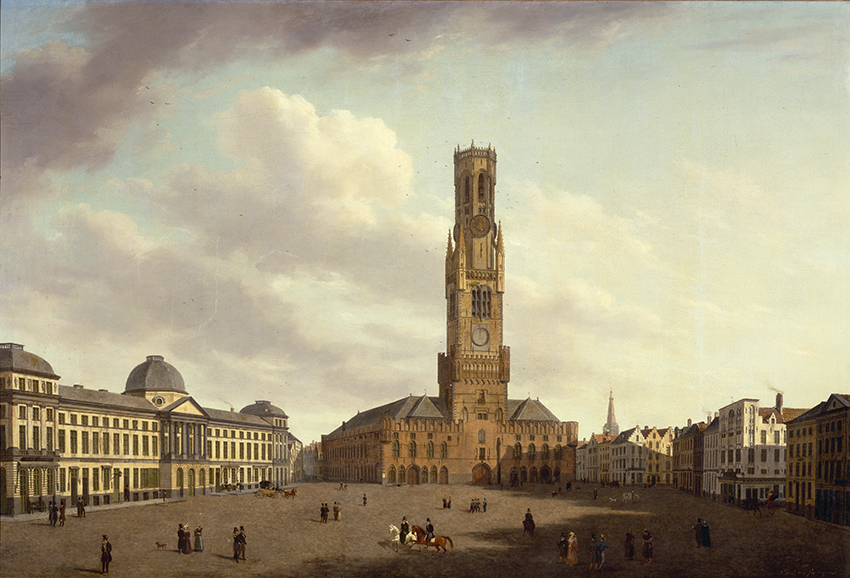
De Markt in 1826, met links het classicistische Provinciaal Hof dat in 1878 afbrandde. Schilderij door Auguste Van den Steene, Groeningemuseum.
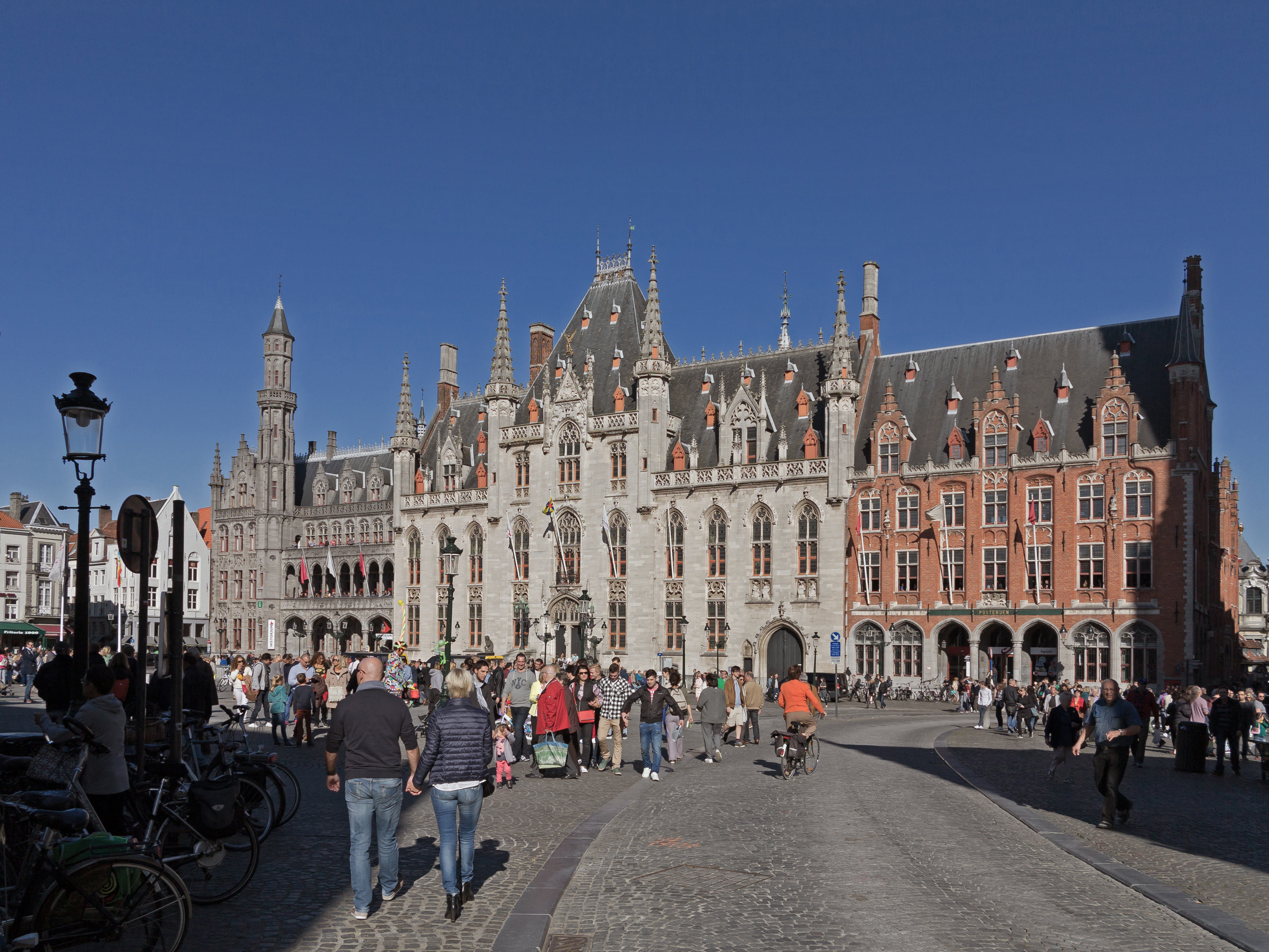
Het Provinciaal Hof (centraal)
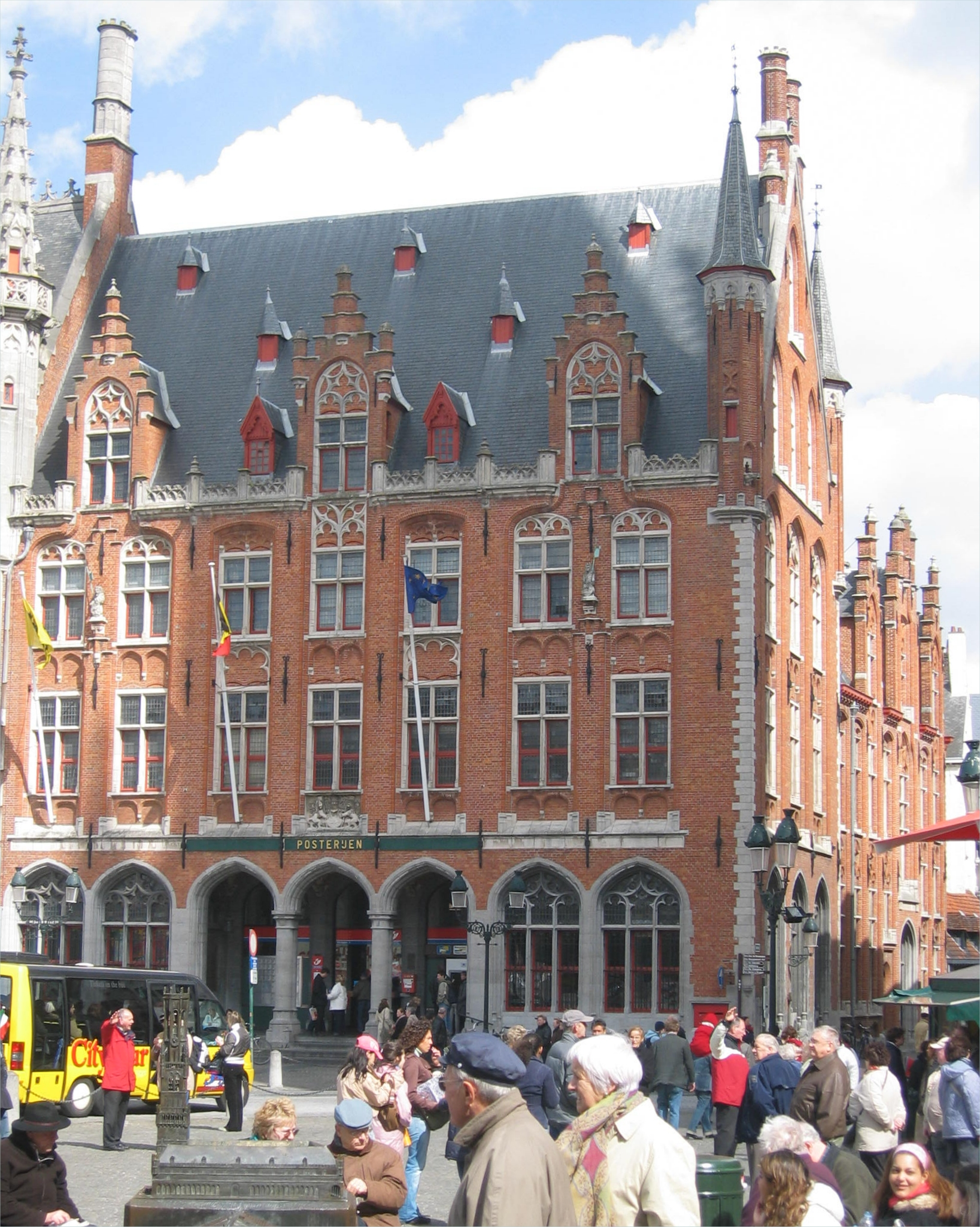
Het postgebouw

## Westkant
Kenmerkend zijn verschillende gevelversieringen (slak, bloem, kat, haring, klok ...) die verwijzen naar de naam van het huis of de vroegere functie.
Belangrijk zijn de twee huizen aan beide kanten van de Sint-Amandsstraat: het huis Bouchoute, links ervan, met een schermgevel uit de 15e eeuw, is het oudste huis op de Markt. De achthoekige windwijzer werd in 1682 door het stadsbestuur aan de gevel geplaatst voor de handels- en zeelui.
Boven op het huis staat een gouden bol, daar geplaatst in 1837 om te helpen de exacte tijd in Brugge te bepalen. In de eerste helft van de 19e eeuw hadden niet alle steden hetzelfde uur. Na de aanleg van de eerste spoorlijn in België en de snelle uitbreiding van het spoorwegennet, was het wenselijk dat alle stations hetzelfde uur zouden hanteren. Hiervoor werd van 41 plaatsen in België de exacte meridiaan bepaald. Dit gebeurde aan de hand van een zogenaamde bol van Quételet. Brugge is de enige plaats waar zo'n bol nog op een gebouw te zien is. De exacte meridiaan is vanaf huis Bouchoute met koperen spijkers in het wegdek aangebracht.
In het huis Craenenburg, rechts van de Sint-Amandsstraat, zat Maximiliaan van Oostenrijk in 1488 gevangen door de Bruggelingen. Het huis had vroeger een houten gevel, maar kreeg in 1955 een nieuwe, neogotische gevel, geïnspireerd op de vroegere gevel.

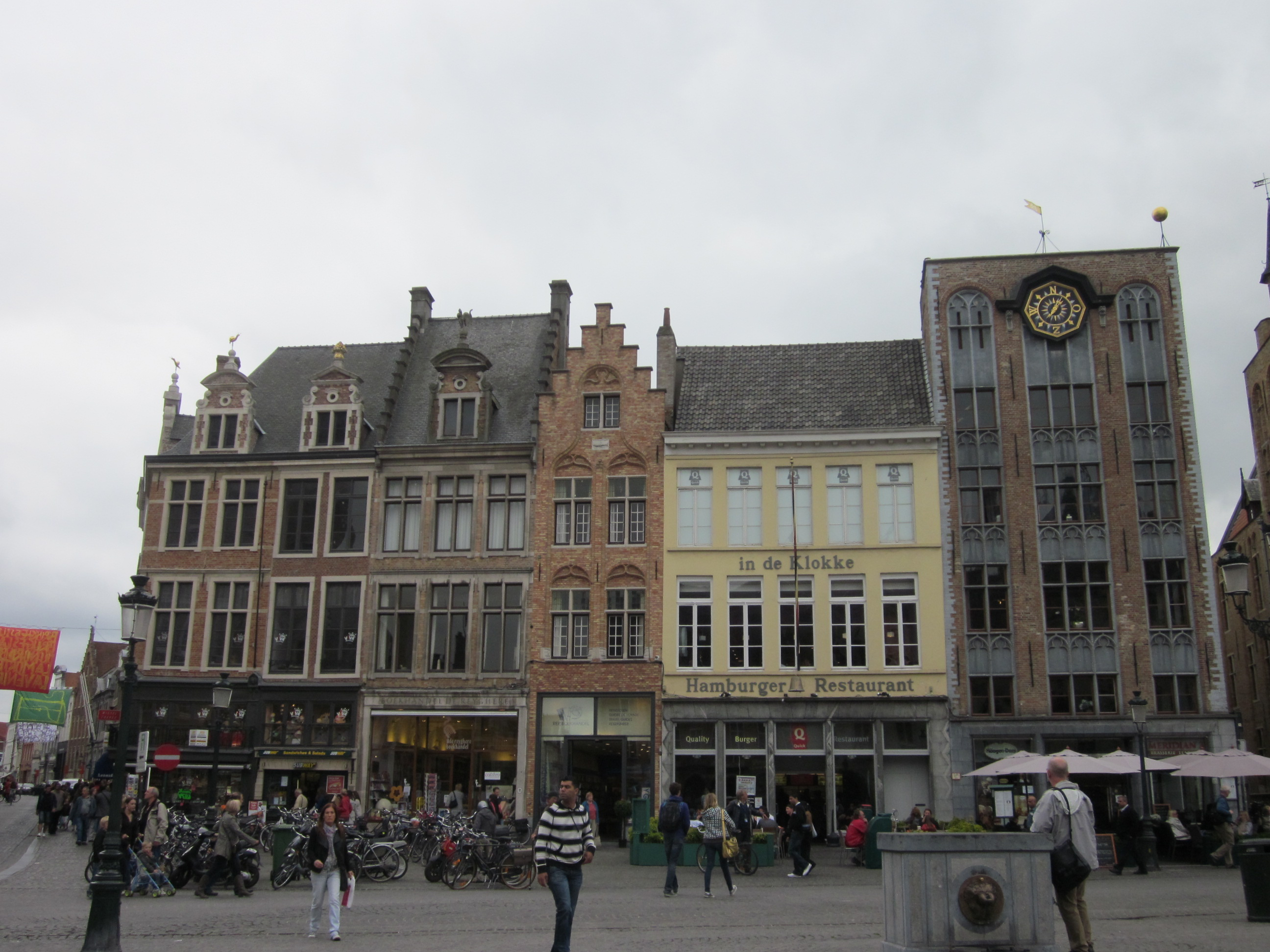
Het gedeelte links van de Sint-Amandsstraat
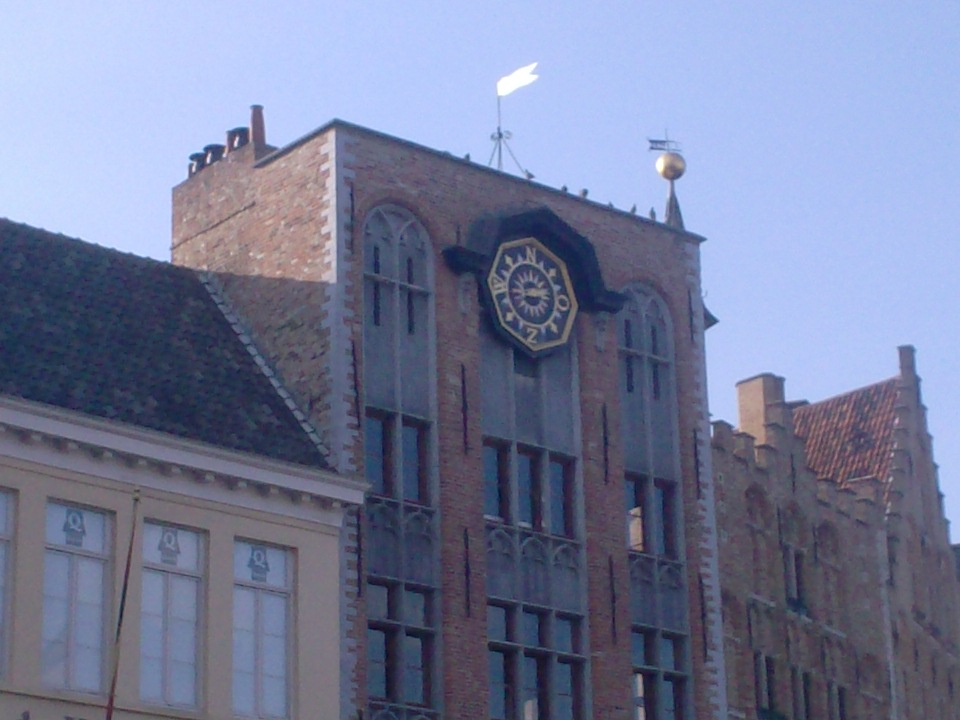
Het huis Bouchoute
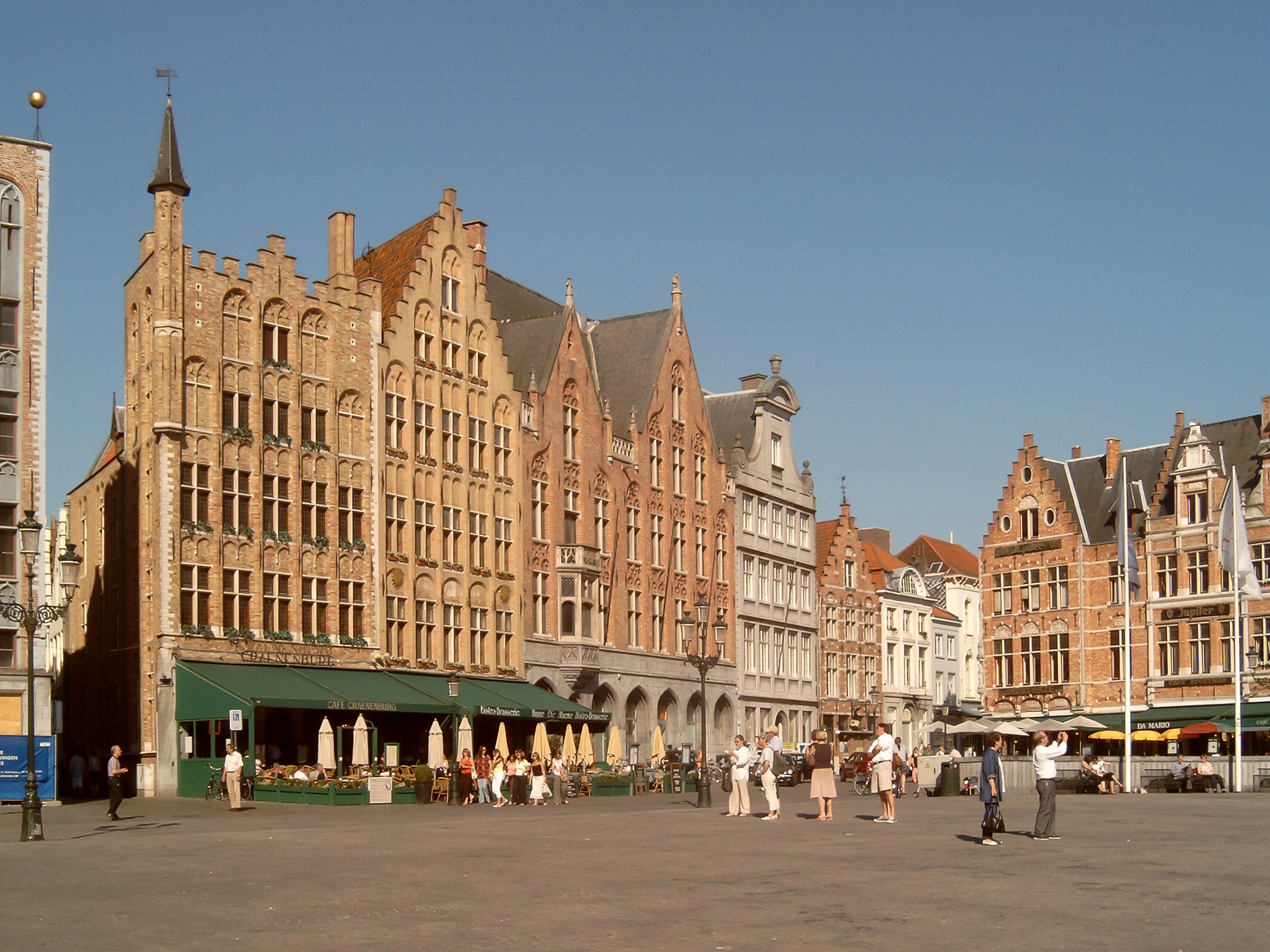
Het gedeelte rechts van de Sint-Amandsstraat

## Jan Breydel en Pieter de Coninck

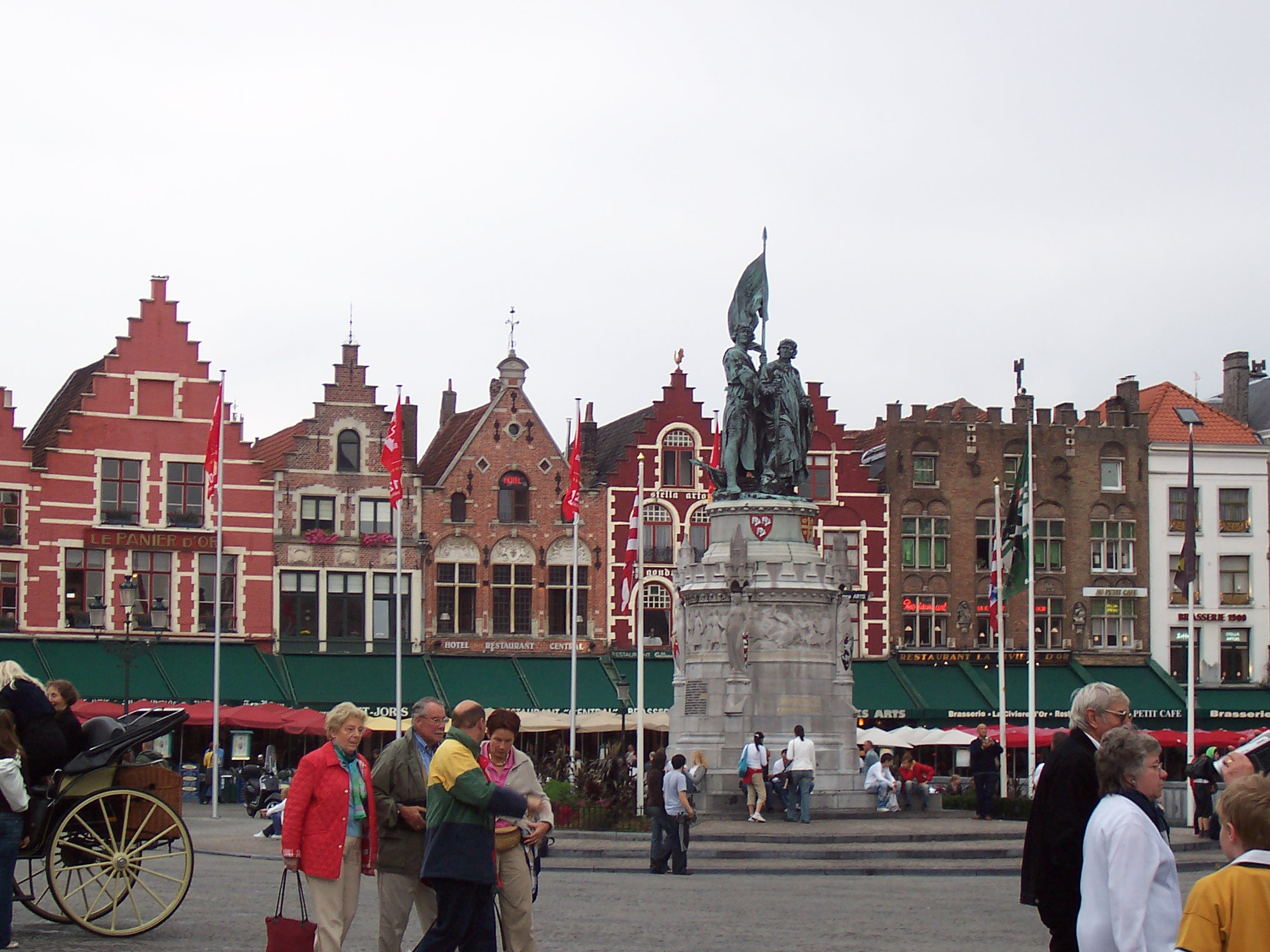
Het standbeeld van Jan Breydel en Pieter de Coninck

Midden op het plein staat het standbeeld van Jan Breydel en Pieter de Coninck, de twee lokale volkshelden die in 1302 een grote rol speelden in het Vlaamse verzet tegen de Franse koning, met de Guldensporenslag tot gevolg.
De vier hoekbeeldjes stellen Brugge, Ieper, Gent en Kortrijk voor.
Het standbeeld werd opgericht in 1887, de periode van het historisch romantisme. Bovendien stonden de helden sinds de publicatie van De leeuw van Vlaanderen van Hendrik Conscience volop in de belangstelling. Door de wrijvingen tussen de onafhankelijke Breydelcommissie (opgericht door een aantal Brugse verenigingen) en de gemeentelijke Breydelcommissie (opgericht door het stadsbestuur) werd het standbeeld tweemaal ingehuldigd: op 11 juli 1887 en op 15 augustus 1887.